# Polygonum griffithii
Polygonum griffithii là một loài thực vật có hoa trong họ Rau răm. Loài này được Hook. f. miêu tả khoa học đầu tiên năm 1886.